# Tratado de Kyakhta (1915)

Mongólia em 1915

O Tratado de Kyakhta, assinado em 25 de maio de 1915, foi um tratado tripartite entre a Rússia, a Mongólia e a China.
A Rússia e a China reconheceram a autonomia da Mongólia Exterior (como parte do território chinês); a Mongólia reconheceu a suserania da China, e a Mongólia autônoma concordou que não possuía o direito de firmar acordos internacionais com países estrangeiros, respeitando as questões políticas e territoriais.

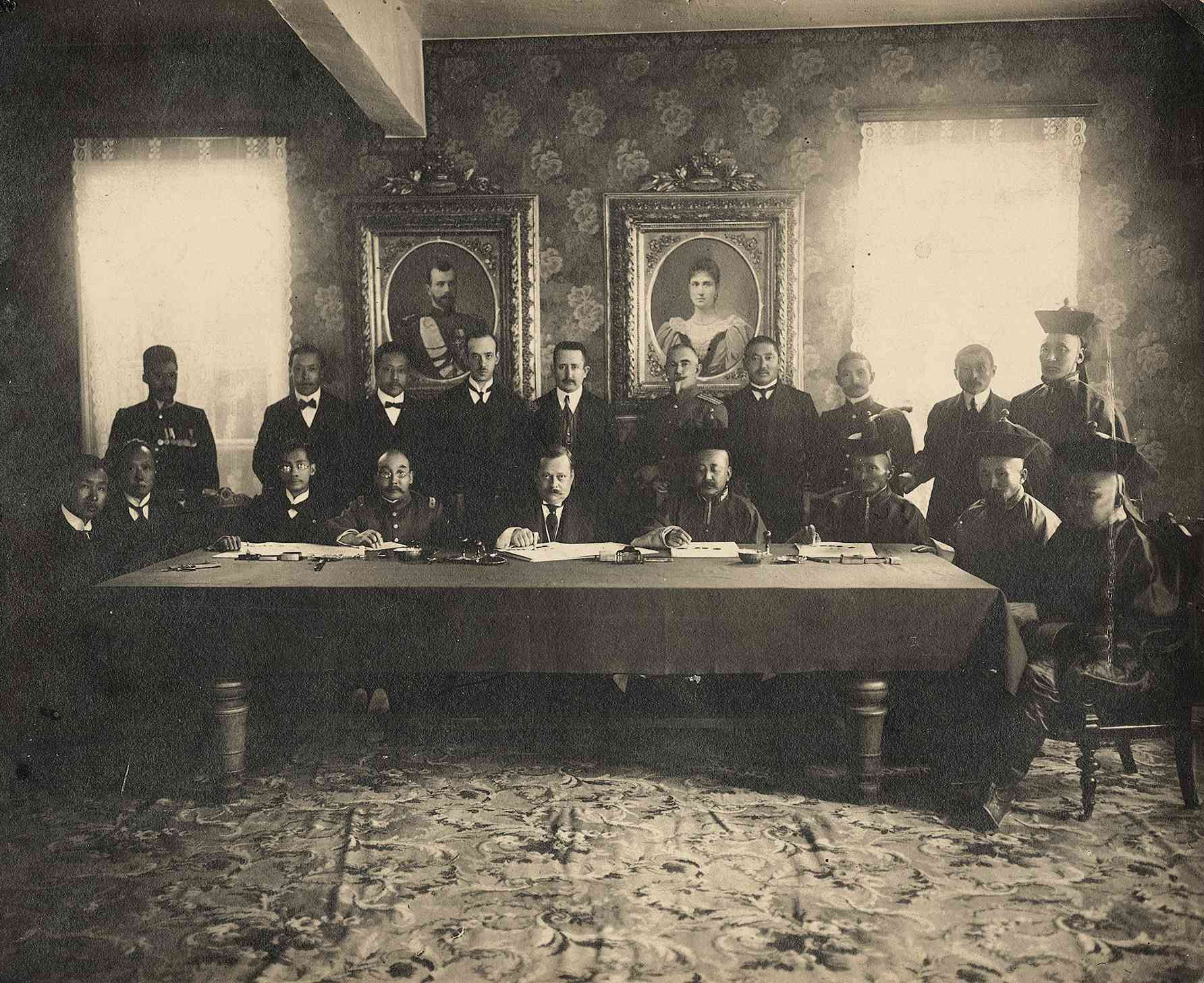
Representantes da China, Rússia e Mongólia Exterior signatários do Tratado de Kyakhta.

O representante da Mongólia, o primeiro-ministro Tögs-Ochiryn Namnansüren, tinha a determinação de alongar a autonomia até alcançar a independência de facto e rejeitar dos chineses algo além de poderes suseranos ineficazes e vagos. Os chineses visavam minimizar, se não eliminar, a autonomia da Mongólia. Os mongóis viram o tratado como um desastre, já que negou o reconhecimento de um Estado pan-mongol verdadeiramente independente. No entanto, a Mongólia Exterior permaneceu efetivamente fora do controle chinês  e, de acordo com a explicação do barão B. E. Nolde, o Diretor da Seção de Direito do Ministério das Relações Exteriores da Rússia, possuía todos os atributos necessários de Estado no direito internacional da época. 
O tratado restringiu severamente a independência da Mongólia declarada em 1911, mas acabou se tornando discutível após a Revolução de Outubro de 1917 e a declaração da República Popular da Mongólia em 1921.